# История Нью-Джерси

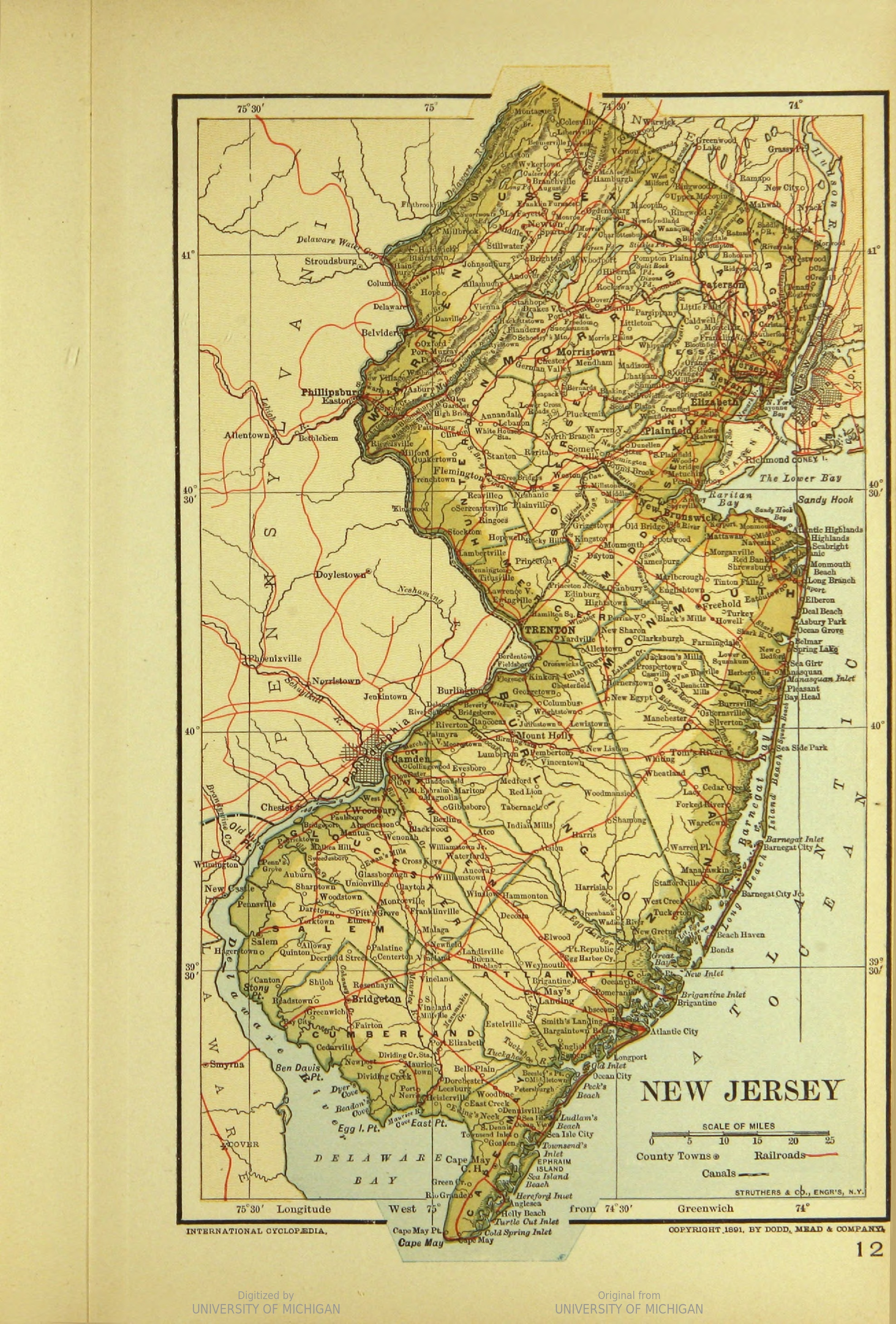
Карта Нью-Джерси 1894 года

Письменная История Нью-Джерси начинается в 1524 году, когда эта земля была обнаружена экспедицией Джованни де Вераццано. К этому моменту территорию населяли племена индейцев ленапе. В начале XVII века земли к западу от реки Гудзон заселяли голландцы и шведы, в 1655 году эта территория была полностью завоёвана голландцами, а в 1664 году англичанами. Король Карл II подарил эту землю своему родственнику герцогу Йоркскому, а тот продал её лорду Беркли, губернатору острова Джерси, и так образовалась Провинция Нью-Джерси, которая стала одной из Тринадцати колоний. В 1770-е года провинция вместе с другими колониями оказалась в конфликте с Англией, а летом 1776 года объявила о своей независимости.
На территории штата прошло несколько сражений Американской войны за независимость. В 1779 году делегаты штата подписали Статьи Конфедерации, а в 1783 году город Принстон ненадолго стал столицей США. 18 декабря 1787 года Нью-Джерси стал третьим штатом, который ратифицировал Конституцию США.
В XIX веке Нью-Джерси находился в авангарде индустриальной революции, и внёс большой вклад в ход Гражданской войны, отправив на фронты 88 000 человек. После войны в штате развилась система железных дорог и каналов, что дополнительно ускорило индустриализацию. Штат процветал в начале XX века, но в годы Великой депрессии пережил экономический спад. В году Второй мировой войны штат был важным центром военного судостроения.
В последние десятилетия XX века он фактически стал частью огромной Нью-Йоркской агломерации. В штате располагается крупный центр игорного бизнеса — Атлантик-Сити, единственный город США, кроме Лас-Вегаса, где казино разрешено строить на суше. Несмотря на развитую инфраструктуру и высокий уровень жизни, наблюдается интенсивный отток населения, особенно белого, на юг страны, в особенности в штат Флорида. В штат вместе с тем продолжает прибывать значительное количество мигрантов, особенно из латиноамериканского региона.

## Доколониальная история
Первые люди появились в Нью-Джерси во время Палеоиндейского периода, который длился с 12000 до 8000 лет до настоящего времени. Этот период начался с конца Плейстоцена и Последнего оледенения. Человек проникал в Америку из Азии через пересохший Берингов пролив или по воде вдоль побережья Тихого океана. Миграция происходила, вероятно, несколькими отдельными волнами. В Нью-Джерси найдено совсем мало стоянок того времени. Климат был холодным и сухим, отчасти напоминая тундру. В регионе обитали мамонты и мастодонты, но если на западе США есть доказательства охоты на этих животных, то на востоке это менее очевидно. Люди умели изготавливать рифлёные наконечники из кремня, и сейчас их во множестве находят на территории штата. Сейчас известно 4 хорошо изученных стоянок того времени и ещё несколько в соседних штатах. 10 000 лет назад мегафауна вымерла, климат поменялся, и начался следующий, Архаический период американской истории.
Архаический период длился с 8000 до 1000 года до нашей эры, и не вполне понятно, была ли смена эпох резкой или постепенной. В период ранней архаики появились заострённые наконечники, люди стали чаще употреблять в пищу рыбу и моллюсков. В период Средней Архаики природа приняла примерно современный вид, орудия труда немного усовершенствовались, появилось больше орудий для обработки растений. Около 6000 лет назад начался поздний Архаический период. Стоянки стали крупнее, и люди, вероятно, стали менее мобильными. Появились материалы, привезённые издалека, вероятно, посредством рудиментарной торговли. В самом конце периода человек научился изготавливать подобия сосудов из камня, и научился готовить в них варёную пищу. Появились первые настоящие дома и первая керамика.
Примерно 3000 лет назад начался Вудлендский период, который продлился до появления европейцев. В соседних регионах в это время уже строились дома и, вероятно, в Нью-Джерси они тоже существовали. Широко распространилась керамика, что упростило хранение и приготовление еды. Археологи находили предметы из меди, но пока неизвестно, были ли они местного производства, или привезены со Среднего Запада. В Нью-Джерси найдены даже отдельные орудия из обсидиана, несмотря на то, что ближайший источник обсидиана находится в Долине Йосемити в Калифорнии. В средний Вудлендский период распространяются каменные ножи, известные как fox creek points. Около 1000 лет назад начался поздний Вудлендский период, который на территории Нью-Джерси изучен пока плохо. Первые европейцы застали в Нью-Джерси примерно 12000 человек, который использовали каменные орудия, керамику, немного медь, и уже использовали лук и стрелы, которые появились около 1000 года нашей эры.

## Голландская и шведская колонизация
Европейские исследователи должны были обнаружить побережье Нью-Джерси ещё в XVI веке; в частности Джованни де Вераццано проплыл мимо него во время экспедиции 1524 года, но только в 1609 году Генри Гудзон посетил эти берега и вступил в контакт с индейцами около современного Сэнди-Хук. Гудзон открыл реку Делавэр, а в 1610 году англичанин Самуэль Эргэлл назвал её Делавэром в честь лорда де ла Вэра. Голландцы посещали эти земли в 1616 и 1620, а в 1624 году несколько голландцев поселились на острове Бёрлингтон на реке Делавэр. Основной целью голландской колонизации был доступ к торговле бобровыми мехами. В обмен голландцы продавали индейцам посуду, одежду, инструменты и оружие, что кардинально изменило жизнь индейцев, но с европейцами же пришли и новые болезни, из-за которых численность индейцев сильно сократилась. При голландцах на территории Нью-Джерси было совсем мало поселений. В 1638 году свою первую колонию на реке Делавэр основали шведы, но шведские поселения были завоёваны голландцами в 1655 году.

## Провинция Нью-Джерси

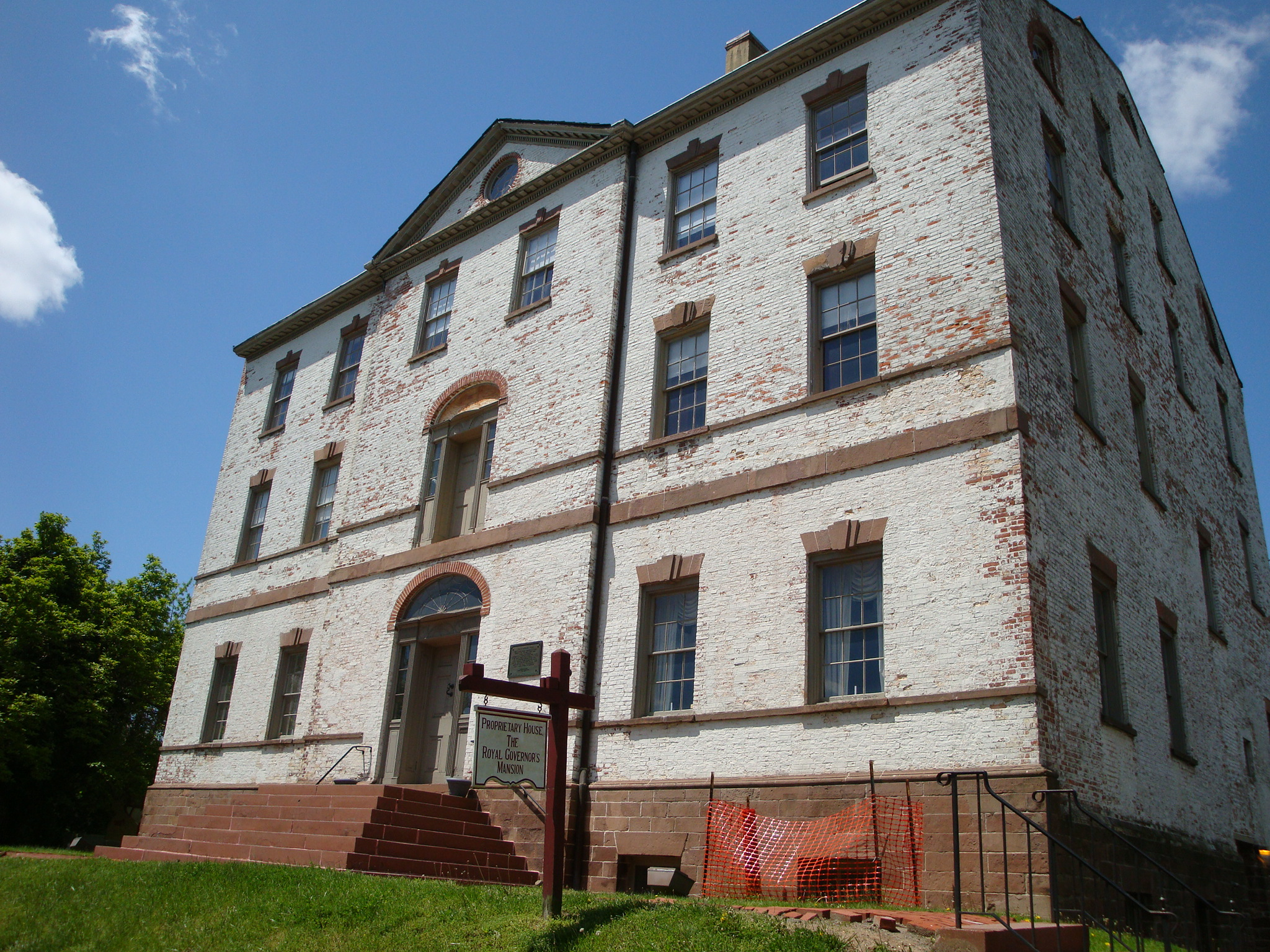
Резиденция губернатора в Перт-Амбой, построенная в 1764 году.

В 1660 году к власти в Англии вернулись Стюарты, и с этого момента англичане решили избавиться от голландской колонии, которая вклинивалась между Вирджинией и Новой Англией. 12 марта 1664 года король Карл II даровал своему брату Джеймсу, герцогу Йоркскому, все земли между реками Коннектикут и Делавэр. Тот, в свою очередь, поручил Ричарду Николлсу завоевать все неподконтрольные территории от имени герцога, и наделил его всеми правами губернатора. Николс уже отплыл в Америку, когда герцог решил разделить свои владения. 23 июня герцог передал часть земель между реками Делавэр и Гудзон Джорджу Картерету; эти земли получили название Нью-Джерси в честь острова Джерси, родом с которого была мать Картерета. Другая часть будущей провинции была продана герцогом лорду Джону Беркли, барону Стрэттон.
27 августа губернатор Нового Амстердама сдал город отряду Николса, и тот переименовал город в Нью-Йорк в честь герцога Йоркского. После этого Роберт Карр от его имени подчинил голландские и шведские поселения на реке Делавэр, при этом разграбив форт Амстел на территории современного Нью-Касла. Николс активно занялся заселением новой территории, приглашая туда жителей Новой Англии и иных колоний. Эти переселенцы основали города Элизабеттаун, Мидлтаун, Шрюсбери, Ньюарк, Вудбридж и Пискатауэй. В октябре того года переселенцы купили у индейцев земли между реками Раритан и Пассиак, а весной 1665 года была куплена земля примерно совпадающая с территорией современного округа Монмут. Между тем, лорды-собственники, не зная ничего о действиях Николса, назначили губернатором Нью-Джерси Филипа Картерета, и он прибыл в Нью-Йорк в июле 1665 года на корабле Philip.
Николс был удивлён и расстроен прибытием Картерета и написал письмо герцогу Йоркскому, где сказал, что не стоило передавать права на такую хорошую, удобную для колонизации землю. Картерет прибыл в Ахтер-Коль и объявил о передаче колонии новым собственникам, зачитал свои верительные грамоты, и обнародовал хартию, составленную лордами-собственниками, известную как «Concession and Agreement», которая даровала колонистам все права англичан. Он так же переименовал Ахтер-Коль в Элизабеттаун в честь жены Чарльза Картерета. В конце 1665 года в колонию прибыл Роберт Трит, представитель Коннектикутских колонистов, которым не нравились условия жизни в Коннектикуте, и они искали себе новое место для жизни. Трит выбрал участок на реке Пассиак и в мае 1666 года туда прибыли первые поселенцы. Местные индейцы потребовали заплатить за эту землю и был заключён договор, по которому коннектикутцы приобрели участок, совпадающий с современным округом Эссекс. Здесь был основан город Ньюарк.
26 мая 1668 года губернатор впервые созвал ассамблею колонии, на которую прибыли по два представителя от каждого английского города и два от голландского Бергена. Эта Ассамблея приняла весьма жёсткое, в пуританском духе, криминальное законодательство: молодым людям запрещалось появляться на улице после 21:00, а штраф в 1 шиллинг полагался за упоминание имени Господа в суе. Было решено, что Ассамблея будет собираться ежегодно 1 ноября.
Отношения колонистов с губернатором постепенно испортились, что привело к бунтам, а в мае 1672 года Ассамблея собралась без санкции губернатора, который в итоге бежал в Англию. было решено отправить петицию лордам-собственникам с жалобой на губернатора, но в 1673 году голландцы захватили Нью-Йорк. Жители Нью-Джерси, в массе протестанты, недолюбливали католиков-Стюартов, и спокойно отнеслись к смене власти. Весной 1674 года англичане отбили Нью-Йорк и губернатор Картерет вернулся в колонию. Ему удалось наладить отношения с местным населением, хотя так и не удалось решить вопрос с выплатой ренты лордам-собственникам. В том же году король обновил грант герцогу Йоркскому (который обнулился голландским завоеванием), а тот снова передал Нью-Джерси Картерету и Беркли. Беркли перепродал свою часть квакеру Джону Фенвику, который прибыл в колонию в ноябре 1675 года и основал на Делавэре город Салем. Но если владения Картерета были признаны королём, то сделка Беркли с Фенвиком была не всеми признана, поэтому 1 июля 1676 года было заключено так называемое «Пятистороннее соглашение», которое подписал Каретрет с одной стороны и Уильям Пенн, Фенвик, Эдвард Биллиндж, Гэйвен Лоури и Лукас с другой стороны. Это соглашение поделило Нью-Джерси на две части: Восточный Нью-Джерси и Западный Нью-Джерси. Точную границу между двумя частями удалось провести только в 1743 году.
Два десятилетия обе половины Нью-Джерси существовали раздельно, и всё это время росло недовольство правлением лордов-собственников. В 1700 году оно вылилось в открытое восстание, которое иногда называют революцией. Она была направлена не столько против британского правления, сколько против политики лордов-собственников. Когда Андрэ Гамильтон (губернатор обеих Джерси в разное время с 1692 года) приехал в колонию в 1700, он застал колонию в полной анархии. Пик беспорядков пришёлся наконец 1700 и начало 1701 года. Лорды-собственники стали искать возможности отделаться от проблемной колонии, а Лондонская Торговая палата в конце 1701 года порекомендовала объединить обе колонии и перевести их в коронное подчинение. В 1702 году королева Анна утвердила это решение. Не многие в колониях одобряли это решение, и многое зависело от того, кто будет назначен губернатором. Анна сделала неудачный выбор, назначив на эту должность Эдварда Хайда, лорда Корнбери.

## Коронная колония
Корнбери был не очень умным человеком и приехал в колонии исключительно ради наживы. Он стал губернатором сразу двух колоний: Нью-Йорка и Нью-Джерси, что не понравилось нью-джерсийцам, который подозревали, что он будет жить в Нью-Йорке и не уделит им достаточно внимания. Корнбери прибыл в августе 1703 года с большим списком инструкций от королевы, одна из которых запрещала издание газет без лицензирования. Эта мера привела к тому, что в колонии не выпускались газеты до самой Американской революции. Уже в 1707 году, ввиду многочисленных злоупотреблений губернатора Ассамблея колонии предъявила ему список жалоб в 15 пунктов. Одна из них гласила, что он действует вопреки инструкциям, данным королевой. В конце было сказано: «Свобода очень ценная вещь, и расставаться с ней нелегко». Корнбери отрицал все обвинения, однако королева начала выражать недовольство его политикой. В 1708 году он был арестован в Нью-Йорке за долги. В 1709 году умер его отец, Корнбери получит титул пэра и Парламентскую неприкосновенность и вернулся в Англию. В истории Нью-Йорка и Нью-Джерси он остался самым ненавидимым народом губернатором.
После Корнбери сменилось ещё два губернатора (Лавлес и Инголдсби), и эта частая смена дала возможность Ассамблее либерализовать законы о голосовании. Новый губернатор Роберт Хантер прибыл в колонию в 1710 году и сразу навёл порядок: разрешил квакерам занимать административные должности без принесения клятвы, уволил самых одиозных членов губернаторского совета, в 1717 году Ассамблея смогла выпустить свои первые 4 000 фунтов стерлингов бумажными деньгами. Хантер оказался способным и талантливым губернатором , заслужившим всеобщее уважение. Когда в 1714 году часть округа Бёрлингтон выделилась в отдельный округ, ему присвоили название Хантердон.
В 1720 году губернатором стал Уильям Бёрнет, так же весьма способный администратор, который первое время конфликтовал с Ассамблеей, пытаясь ввести более высокий имущественный ценз для делегатов, но потом оставил эти попытки и поддерживал с колонистами хорошие отношения. При нём было выпущено ещё 40 000 фунтов бумажных денег, и эта валюта ещё пару лет котировалась выше, чем валюта Нью-Йорка и Пенсильвании. Но и Бёрнетт был губернатором сразу двух колоний (Нью-Йорка и Нью-Джерси), и пребывал в основном в Нью-Йорке, что не очень нравилось нью-джерсийцам. В 1727 году он был переведён в Массачусетс, несмотря на свои возражения. Жители колонии стали просить назначать им своего отдельного губернатора. Когда в 1732 году губернатором стал Уильям Косби, он обещал проводить больше времени в колонии, но не выполнил обещания. Нью-Джерсийский квакер Льюис Моррис отправился в Лондон добиваться для колонии отдельного губернатора и так долго добивался своего, что герцог Ньюкасл решил сделать Морриса губернатором, чтобы только избавиться от него. 10 марта 1736 году губернатор Косби умер от туберкулёза, а в октябре Моррис прибыл из Лондона и объявил себя губернатором.
Сразу же обнаружилось, что на должность губернатора уже назначен Джон Гамильтон, сын прежнего губернатора Гамильтона. А в июне 1737 года губернатором был назначен Джон Уэст, граф де ла Вар, но он так и не прибыл в колонию и в сентябре подал в отставку. В январе 1738 года Моррис стал, наконец, губернатором колонии Нью-Джерси. Он сразу же собрал Ассамблею, которая не созывалась уже пять лет. Колонисты сначала отнеслись к нему с симпатией, так что в 1739 году из округа Хантердон выделился округ, который принял название Моррис, а административный центр назвал Морристауном. У Морриса были хорошие связи в колониях и большой опыт административной работы, так что он мог бы стать популярным губернатором, но вскоер у него начались разногласия с Ассамблеей по поводу его жалованья. Ассамблея выплачивала ему 1000 фунтов в год, и отказалась увеличивать эту сумму, иронически заметив, что слишком высокое жалованье может привлечь на этот пост нежелательных людей. Постепенно между губернатором и Ассамблеей разгорелась горячая полемика в газетах Пенсильвании и Нью-Йорке, которая достигла пика в 1745 году.
При Моррисе обострились земельные споры в колонии. Возник вопрос, кто именно является собственником земли: лорды-собственники, индейцы, или фермеры. Первые имели формальное право, последние фактическое. Всё больше фермеров нелегально селились на территориях, формально принадлежащих лордам-собственникам. В 1745 году споры перешли в открытый бунт: в Хорснеке был арестован кузнец Самуэль Болдуин, а 9 сентября вооружённая толпа захватила окружную тюрьму и освободила его. При попытке арестовать бунтовщиков начались столкновения ополчения с колонистами. К 1746 году беспорядки стали превращаться в полноценное восстание. 21 мая 1746 года, в самый разгар восстания, губернатор Моррис умер. После него пост нанимали два временных губернатора, а в августе 1747 года прибыл постоянный губернатор, Джонатан Белчер, бывший губернатор Массачусетса. Когда в 1748 году собралась Ассамблея, Белчер потребовал от неё немедленно принять жёсткие меры против восставших. В 1749 году предполагалось ввести в колонию британские войска, но в итоге в 1751 году было решено сформировать комиссию по решению земельных споров. Восстание стало угасать на фоне приближающейся войны с Францией.

### Основание Принстонского Колледжа
В 1740-х годах началось распространение Ривайвелизма, первая фаза которого известна как Первое великое пробуждение. Самый сильный эффект давали проповеди Джорджа Уайтфилда, который много путешествовал по Нью-Джерси, собирая огромные толпы слушателей. Вспышка религиозности породила спрос на религиозное образование, что привело к основанию сразу двух колледжей, при том, что в то время во всех колониях их было всего семь. Первый колледж основали пресвитериане в городе Элизабет: он был официально утверждён 22 октября 1746. Вскоре колледж переехал в Ньюарк, где 9 ноября 1748 года выдал почётную степень губернатору Белчеру. Одним из первых шести выпускников колледжа стал Ричард Стоктон, будущий нью-джерсийский политик. В 1756 году колледж переехал в Принстон и стал известен как Принстонский колледж.
В 1766 году был официально основан Куинс-колледж в Брунсвике, который разместился в здании таверны «Красный лев». В 1774 году он выпустил первого (и единственного) выпускника. Оба колледжа первоначально были семинариями, которые готовили священников.

### Рабство в колонии
Рабы в колонии появились ещё в эпоху первых голландских плантаций. Мигранты с Лонг-Айленда были бедны и не имели возможности иметь много рабов, и у квакерских общин рабов было мало, и рабство квакерами не одобрялось. К 1737 году в колонии проживало 47 402 человека из которых рабов было 3 981, то есть, 8 % от населения. Условия существования у негров были несколько лучше, чем в южных колониях; они обычно проживали в одном помещении с хозяевами, работали вместе с ними, и вместе ходили в церковь. Их хоронили на общих кладбищах, обычно в дальнем углу. Вместе с тем преступления, совершённые неграми, карались очень жёстко. Некоторые проповедники в 1750-х выступали с проповедями, осуждающими рабовладение, как нечто, противоречащее Священному Писанию. В 1774 году Ассамблея рассматривала возможность ввода запрета на импорт рабов, хотя так и не приняла такого закона.

### Война с французами и индейцами

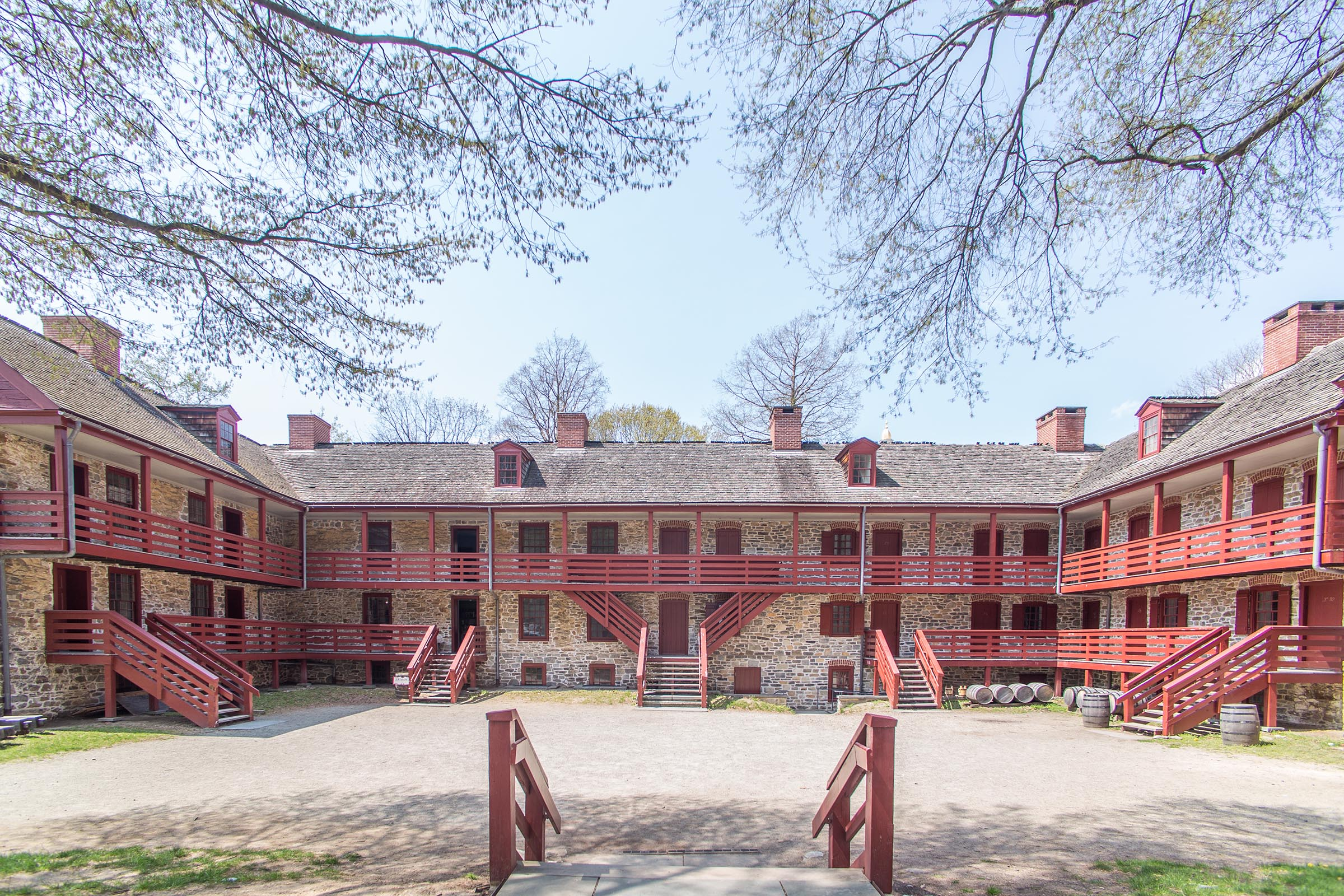
Трентонские казармы

В 1754 году началась Война с французами и индейцами, и британское правительство потребовало от колонии участия деньгами и рекрутами, но колония отказывала, ссылаясь на бедность. В те годы Британское правительство запрещало новые выпуски бумажных денег, и Ассамблея соглашалась действовать только если запрет будет снят. После разгрома экспедиции Брэддока набеги индейцев стали затрагивать и Нью-Джерси, так что губернатор Белчер распорядился построить на границе несколько блокгаузов, но и в этой ситуации ассамблея не пошла на уступки. К 1757 году, когда Белчер умер, Нью-Джерси оставалась единственной колонией, не выполнившей свою квоту рекрутов и денег. Тогда британское правительство пригрозило расквартировать 600 солдат в Ньюарке, Перт-Амбой и Элизабете. Это заставило Ассамблею выделить деньги на строительство казарм, и были построены казармы в пяти городах, каждая по 1400 фунтов стерлингов. Первыми были построены казармы в Трентоне, где армия разместилась уже в 1758 году. Остальные были достроены к 1759, но до нашего времени дожили только Трентонские.
В 1758 году в колонию прибыл новый губернатор Фрэнсис Бернард. Проблемы с индейцами достигли пика, поэтому правительства Нью-Джерси и Пенсильвании пошли на переговоры, которые привели к заключению Истонского договора. Три месяца спустя губернатор Бернард создал первую в американской истории индейскую резервацию в округе Бёрлингтон. Примерно 200 индейцев ленапе поселились в резервации, но наладить жизнь им не удалось, поэтому полвека спустя, в 1802 году, они продали землю колонии и переселились в штат Нью-Йорк. Решение вопроса с индейцами подняло престиж губернатора Бернарда, но он тоже жаловался на недостаточное жалование и в итоге в 1760 году перешёл на должность губернатора Массачусетса.
Уход Бернарда привёл к чехарде смен губернаторов. Ещё 1755 вице-губернатором стал Томас Паунэлл с тем расчётом, что он станет губернатором после смерти Белчера, но смерть Белчера застала его в Массачусетсе, так что и. о. губернатора стал Рединг. Затем Бернарлд пробыл губернатором всего год. На его место назначили южнокаролинца Томаса Буна, но уже через год, в 1761 году, он стал губернатором Южной Каролины. На его место в том же году был назначен Джозайя Харди, но и его скоро сменили, к неудовольствию колонистов, которые в силу традиции оплачивали транспортные расходы каждому губернатору и должны были вручать в подарок 500 фунтов каждому, вступающему в должность. В 1762 году губернатором по протекции лорда Бьюта был назначен Уильям Франклин, незаконнорожденный сын Бенджамина Франклина. Он прибыл в колонию в самом конце долгой и тяжёлой войны, и постарался поднять её экономику, развивая сельское хозяйство. Он был способным администратором, и мог бы успешно управлять колонией, случись это десятилетием ранее, но после 1763 года отношения колоний с метрополией стали ухудшаться, а Франклин был убеждённым роялистом, и в этом конфликте встал на сторону короля.

## Американская революция

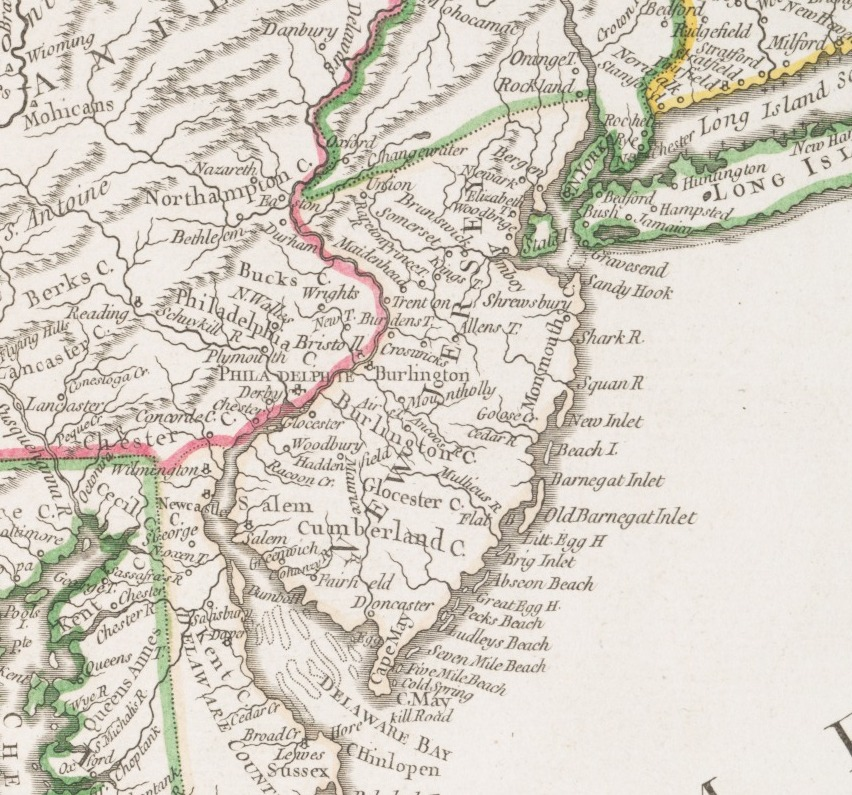
Карта провинции Нью-Джерси 1768 года.

В 1765 году британский парламент ввёл в колониях Закон о гербовом сборе, который вводил особый сбор со всей печатной продукции. Губернатор назначил Уильяма Кокса распределителем гербовых марок, но никто не сдал ему здание в аренду под офис. Часть населения начала протестовать, часть прибегла к пассивным формам протеста. Другие колонии действовали активнее: Массачусетс предложил созвать Конгресс гербового акта для обсуждения ответных мер. Ассамблея Нью-Джерси, после недолгой дискуссии, отправила на конгресс трёх представителей: Роберта Огдена, Хендрика Фишера и Джозефа Бордена. Конгресс составил петицию к королю. Огден голосовал против, и это вызвало такое негодование нью-джерсийцев, что он вынужден был покинуть Ассамблею колонии. В ноябре собралась Ассамблея колонии, которая приняла несколько резолюций, осуждающих Гербовый акт. В декабре в колонию прибыла группа политических активистов, известных как Сыны свободы и потребовала от Кокса отставки. Он подчинился и сам примкнул к Сынам свободы.
В феврале 1766 года парламент отменил закон, о чём в Нью-Джерси узнали 3 апреля. Но уже в мае 1767 года были приняты новые законы о налогах в колониях, известные как Законы Таунсенда. Ассамблея колонии напрямую, в обход губернатора, обратилась к королю с петицией, осуждающей эти законы. Колонии объявили бойкот британским товарам. В 1772 году все сборы были отменены, кроме пошлины на чай. Одновременно общественность в Англии стала выражать недовольство Бенжамином Франклином, что осложняло положение и его сына, Уильяма Франклина. В декабре 1773 года жители Бостона выбросили в море груз английского чая в знак протеста против нового закона о чае. Бенжамин Франклин осудил эту акцию, а Уильям одобрил, что привело к охлаждению отношений между ними на несколько лет. Британия ввела ряд жёстких законов против Бостона, и тогда в июне 1774 года сходка округа Монмут объявила, что дело Бостона есть дело всех колоний. Остальные округа Нью-Джерси присоединились к этому заявления, а 21 июля в Нью-Брунсвике собрались 72 делегата со всей колонии. Они поклялись в верности королю, но осудили действия парламента, и постановили отправить делегатов на Континентальный Конгресс. Этими делегатами стали Джеймс Кинси, Джон Дехарт, Стивен Крэйн, Уильям Ливингстон и Ричард Смит.
12 декабря 1774 года в порт Гринвич пришёл английский бриг Грейхаунд с грузом чая. Чай перевезли на склад, но 22 декабря группа местных жителей, переодетых индейцами, вынесли чай со склада и сожгли на улице города. В апреле 1775 года под суд были отданы 7 подозреваемых, в их числе Ричард Хауэлл, будущий губернатор Нью-Джерси. Местным шерифом был Джонатан Элмер, будущий сенатор штата. Суд присяжных, среди которых было много родственников осуждённых, признал их невиновными.
11 января 1775 года губернатор Франклин созвал Ассамблею в Перт-Амбой и призвал нью-джерсийцев к осторожности, напоминая, что есть две дороги, одна ведёт к миру и спокойствию, а вторая к анархии и гражданской войне. Депутаты Конгресса тоже явились а Ассамблею с призывами к осторожности. По предложению Франклина была составлена петиция к королю, которую Франклин не передал королю, как обещал, поэтому её переправили напрямую, без его участия. Уже в апреле 1775 года британская армия вступила в перестрелку с ополчением Массачусетса при Лексингтоне и Конкорде, о чём в Нью-Джерси узнали 23 апреля. ополченцы колонии стали готовиться к боевым действиям. Франклин доносил в Лондон, что «колонии в крайнем волнении после этих несчастных событий в Лексингтоне». В мае он попытался уговорить Ассамблею договориться с Англией, но предложение было отвергнуто. В том же мае в Трентоне собрался Провинциальный конгресс из 87-ми делегатов, который принял решение о формировании армии. Франклин ещё год созывал Ассамблею и призывал её к политике примирения, и только 17 июля 1776 года он был арестован и сослан в Коннектикут. В 1782 году он уехал в Англию.
22 июня 1776 года Нью-Джерси выбрали делегатов на Второй Континентальный конгресс. Ими стали Джон Уизерспун, Ричард Стоктон, Эбрахам Кларк, Джон Харт и Фрэнсис Хопкинсон. ими было поручено всеми силами отстаивать права и свободы Америки и, при необходимости, голосовать за независимость Объединённых Колоний.
Одновременно, 24 июня, комитет Провинциального конгресса под руководством Джейкоба Грина начал составлять проект конституции для Нью-Джерси. 2 июля прошло голосование. Из 65-ти членов Конгресса присутствовали только 35, из них 9 голосовали против. Конституция была принята и стала третьей из Конституций американских колоний после Нью-Гэмпширской и Южнокаролинской. Она содержала оговорку, что в случае примирения с Великобританией она будет признана недействительной. Через два дня, 4 июля, делегация от Нью-Джерси проголосовала за принятие Декларации независимости и все пять делегатов подписали её. Так почти столетие конфликтов населения колонии с британской администрацией завершилось обретением полной независимости.

## Война за независимость

Отступление армии Вашингтона через Нью-Джерси в 1776 году

Уже 1 июля 1776 года полковник Натаниель Скаддер сообщил Провинциальному конгрессу, что британский флот появился у побережья штата. В августе началась Кампания в Нью-Йорке и Нью-Джерси: британцы высадились на Лонг-Айленде, разбили армию Вашингтона и захватили Манхэттен. 16 ноября пал форт Ли на Гудзоне, что заставило Вашингтона отступить в Нью-Джерси. Он отступал через Ньюарк, Брунсвик и Принстон к Трентону, где ушёл за реку Делавэр. Британский генерал Хау прекратил преследование и приступил к наведению порядка в Нью-Джерси. Он предложил амнистию всем, кто даст клятву верности королю. Многие нью-джерсийцы пошли на это. Утверждалось, что такую клятву дал даже Ричард Стоктон, недавно подписавший Декларацию независимости. Уизерспун закрыл свой колледж и бежал в Пенсильванию. Многим казалось, что с восстанием колоний покончено.
В конце декабря 1776 года армия Вашингтона перешла Делавэр и 26 декабря разбила гессенский отряд в городе Трентон. После боя Вашингтон отступил за Делавэр, а 29 декабря снова вошёл в Трентон, где встретил британскую армию Корнуоллиса и произошло сражение при Ассупинк-Крик. После сражения Вашингтон обошёл фланг армии противника, вошёл в Принстон, где разбил британский отряд 3 января 1777 года (в сражении при Принстоне). Предполагалось атаковать Брунсвик, но Вашингтон отказался от этих планов и отвёл армию в Морристаун, где она простояла всю зиму. Весной 1777 года Континентальная армия отступила на Миддлбрукские высоты. Генерал Хау серией манёвров в Нью-Джерси попытался выманить противника на равнины, но ему это не удалось. Тогда в июне 1777 года он погрузил армию на корабли, высадился в устье реки Делавэр и осенью оккупировал Филадельфию. Континентальная армия отошла в Пенсильванию и встала лагерем в Велли-Фордж. В начале 1778 года британское командование приняло решение оставить Филадельфию и отступить через Нью-Джерси в Нью-Йорк. 18 июня Филадельфия была сдана, а 28 июня американская армия нагнала противника и произошло сражение при Монмуте, которое прошло в ничью, но Континентальная армия удержала за собой поле боя. Британцы отступили в Сэнди-Хук, откуда переправились в Нью-Йорк. Монмутское сражение стало последним сражением на территории Нью-Джерси, хотя отдельные перестрелки случались и позже.
Война привела к разорению многих регионов Нью-Джерси, а в некоторых округах случались локальные гражданские войны между протестантами и лоялистами. К началу войны в колонии проживало 8220 чернокожих рабов, и многие из них в годы войны бежали на подконтрольные британцами территории. Между тем Континентальный конгресс стал разрабатывать проект объединение колоний в некую форму союза и в итоге появились Статьи Конфедерации. Не все в Нью-Джерси поддерживали идею Конфедерации, но 20 ноября 1778 года Статьи Конфедерации были ратифицированы Ассамблеей 21-м голосом против 8-ми.

## Межвоенный период

### Период Конфедерации
Когда война завершилась, Конгресс столкнулся с необходимостью выплаты внешнего долга. Не имея прав вводить налоги, Конгресс обратился за помощью к штатам, предложив каждому штату внести 3 миллиона долларов в счёт уплаты долга. Ассамблея Нью-Джерси вынесла этот вопрос на обсуждение, и предложение было отклонено, что стало сигналом для остальных штатов. Конфедерация оказалась на грани краха. Некоторые историки утверждают, что отказ Нью-Джерси стал основной причиной реформы Конфедерации. Когда было решено пересмотреть Статьи Конфедерации, штат Нью-Джерси одним из первых присоединился к этим планам. Маленькие штаты полагали, что сильное федеральное правительство сможет более справедливо распределять сборы на выплату внешнего долга. Штат одним из первых выбрал делегацию на Конституционный конвент 1787 года. Делегатами стали Дэвид Брэрли, Уильям Патерсон, Уильям Ливингстон, Уильям Хьюстон и Джонатан Дэйтон.

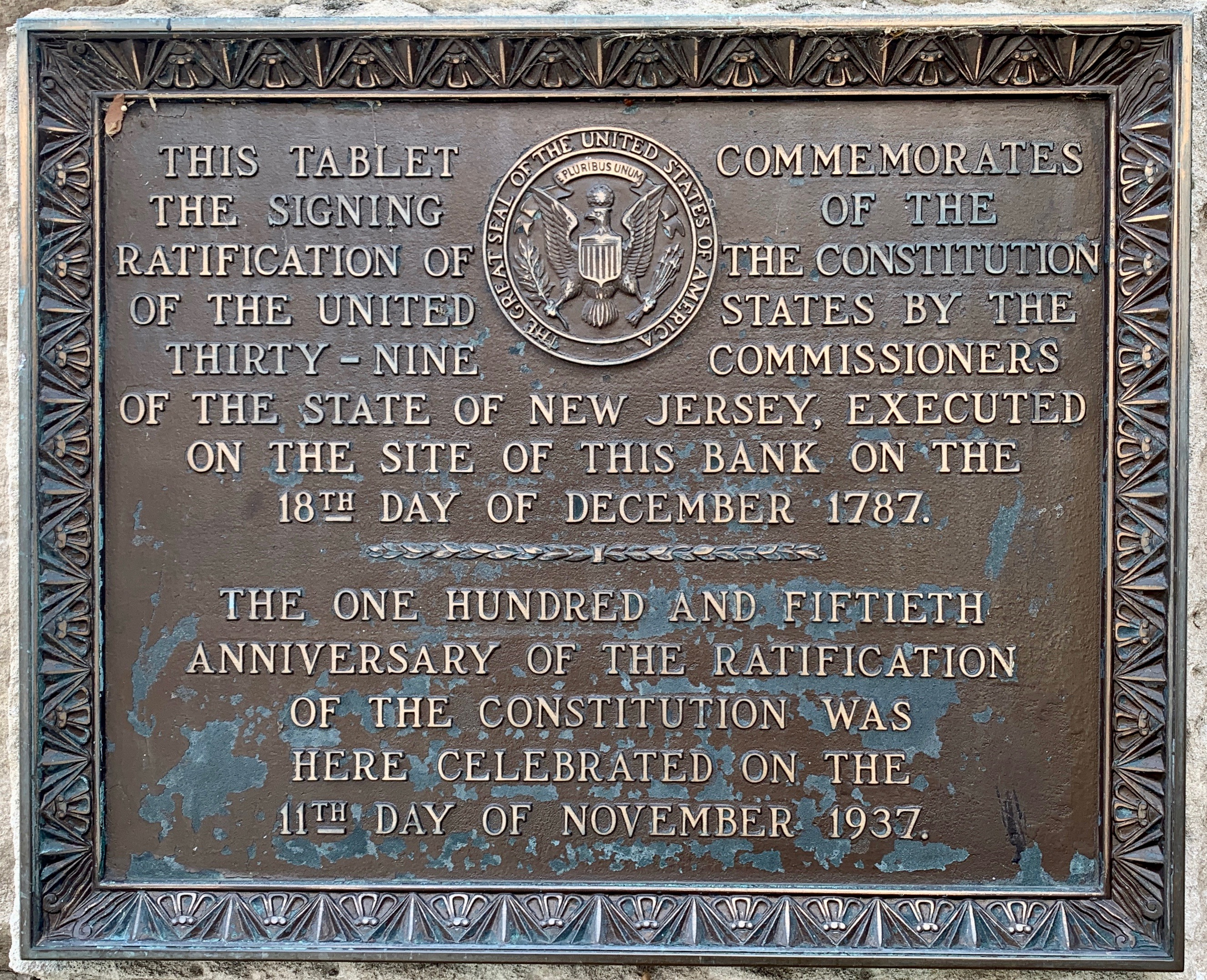
Исторический маркер на месте трентонского конвента.

На конвенте эта делегация сразу выступила против так называемого Вирджинского плана конституции, опасаясь, что этот план даёт преимущества большим штатам. Уильям Патерсон разработал свой собственный «Нью-Джерсийский план», по которому все штаты имели равное право голоса. В итоге был достигнут компромисс, согласно которому законодательное собрание избиралось пропорционально населению, а в сенат выбиралось равное количество представителей от каждого штата. В декабре 1787 года в Трентоне в таверне «Сверкающая звезда» собрался ратификационный конвент. В отличие от Вирджинии и Нью-Йорка, обсуждение новой конституции прошло быстро и бесконфликтно. Паттерсон и некоторые другие депутаты Филадельфийского конвента были не вполне довольны компромиссом, но они понимали, что общественное мнение штата целиком за ратификацию. Конвент в Трентоне длился всего неделю: 18 декабря 1787 года все 39 делегатов штата единогласно ратифицировали Конституцию США, и Нью-Джерси стал третьим штатом нового Союза.
25 ноября 1788 года были выбраны первые два сенатора от Нью-Джерси в Конгресс США: Уильям Патерсон и Джонатан Элмер. В тот же день были назначены члены Палаты представителей США от Нью-Джерси, но затем был принят закон, согласно которому они должны были избираться общим голосованием. Это голосование прошло весной 1789 года и на нём победили Джеймс Шурман, Элиас Бодино, Ламберт Кадвалладер и Томас Синниксон.

### Период федерализма
К 1790 году население Нью-Джерси достигло численности 184 139 человек, из них 169 954 белых, и это было почти исключительно сельское население. К 1830 году городское население штата не превышело 6% от общей численности. Население быстро росло и достигло 195 125 человек к 1800 году, 226 861 человек к 1810 году и 300 266 человек к 1830 году. Более половины жителей были английского и уэльсского происхождения, около 15% были шотландцами, ирландцами и ирландскими шотландцами, было около 12% голландцев, а так же немного французов, шведов, финнов и немцев. Примерно четверть населения были пресвитерианами.
В 1790 году умер Уильям Ливингстон, первый губернатор штата, и губернатором стал Уильям Патерсон, но в 1793 году его назначили членом Верхоного суда, а губернатором стал Ричард Хоуэлл. Все они были федералистами, сторонниками сильного федерального правительства.
Политики Нью-Джерси после принятия Конституции раскололись на две партии. Консерваторы, промышленная буржаузия, представители крупных и влиятельных фамилий сформировали партию федералистов, которая доминировала в политике в 1790-е годы. Их оппонентами были джефферсонианцы (республиканцы), влияние которых сначала было слабым. Демократическо-республиканские общества стали формироваться только в 1794 и 1795 годах, и усилились на волне возмущения Договором Джея в 1795 году. Им помогли события 1798 года, когда Конгресс принял непопулярные Законы об иностранцах и подстрекательстве к мятежу. К выборам 1800 года республиканцам удалось создать сильную партийную организацию. На президентских выборах в штате победил федералист Джон Адамс, но республиканцы захватили все пять мест в Конгрессе. В 1804 году на территории штата произошла дуэль между федералистом Александром Гамильтоном и республиканцем Аароном Бёрром, которая завершилась смертью Гамильтона. Это несколько скомпрометировало республиканцев, но несмотря на это, им удалось сохранить своих позиции. Федералисты стали меньшинством, хотя уверенно держались в некоторых округах: традиционно федералистскими оставались округа Берген, Мидлсекс, Сомерсет и Кэйп-Мэй.
Ещё в 1793 года в Нью-Джерси образовалось Общество пропаганды освобождения рабов, которое возглавил Джозеф Блумфельд, будущий губернатор. Проекты законов об отмене рабства предлагались в 1797 и 1798 годах, но только в 1804 году был принят закон о постепенной эмансипации, согласно которому все рабы, рождённые после 4 июля 1804 года, становились свободными при достижении 25 лет (для мужчин) и 21 года (для женщин). Закон разрешил рабовладельцам отпускать на волю детей их рабов, при этом дети переходили на содержание штата, который выплачивал им $3 в месяц. Эта мера впоследствии почти разорила штат и была отменена в 1811 году. Некоторые хозяева успели продать своих рабов в южные штаты; эта практика была пресечена только в 1819 году. К 1790 году в штате было 11 000 рабов, почти 8% населения, но их количество росло медленно, и к 1860 году рабы составляли всего 4% от общей численности населения.
Угрозу республиканцам создал Закон об эмбарго, подписанный президентом Джефферсоном в 1807 году. Внутри партии были разногласия между либеральной и консервативной франкциями, поэтому в том же году, ради единства партии, Ассамблея приняла закон о женском голосовании. С 1776 года конституция штата давала право голоса одиноким женщинам, обладающим собственностью. Теперь их полностью лишили этого права. Одновременно избирательное право было расширено, из него убрали имущественный ценз, так что право голоса получили все налогоплательщики.

### Англо-американская война
Когда в 1812 году конфликт с Англией перерос в Англо-американскую войну, у федералистов появился шанс нанести удар своему противнику: они обвинили республиканцев в разжигании войны. У Нью-Джерси не было своего торгового флота, и их не касался конфликт из-за свободы торговли, поэтому нью-джерсийцы отказывались служить за пределами штата. Федералисты захватили все места в Ассамблее штата, а 10 ноября 1812 года приняли резолюцию, осуждающую войну как ненужную, несвоевременную, и политически опасную. Война вернула к жизни ранее заброшенный проект строительства текстильных фабрик в городе Паттерсон. Война оставила страну без текстиля, что позволило вернуть к жизни фабрики и начать производить свои собственные ткани.
В годы войны в Нью-Джерси было 35 000 человек призывного возраста, из которых в ополчении служило 2500 человек, а ближе к концу войны 3529 человек. Они были задействованы в основном для охраны побережья. Некоторые нью-джерсийцы вступили в федеральную армию: 15-й пехотный полк состоял почти полностью из нью-джерсийцев и стал известен как «Нью-Джерсийский полк». Он находился под командованием Зебулона Пайка и был задействован на канадской границе.
Война обошла Нью-Джерси стороной и почти никак не повлияла на жизнь штата. Федералисты Новой Англии в 1815 году собрались на Хартфордский конвент для обсуждения возможности сецессии, но федералисты Нью-Джерси уклонились от участия. Война завершилась в том же году, и с её окончанием пришла в упадок партия федералистов.

### Эра доброго согласия
В 1816 гоу губернатор Дикенсон подал в отставку, и легислатура выбрала на его место одного из членов Ассамблеи, Исаака Уильямсона, который некогда был федералистом, но покинул партию из-за её антивоенной позиции. Конституция давала ему мало полномочий, и он отказался от практики обращений к Ассамблее, чем ещё уменьшил своё влияние на политику. Он внимательно следил за строительством канала Эри в штате Нью-Йорк, и поощрял строительство каналов в Нью-Джерси. В 1820 году сорвалась попытка частных лиц построить канал Делавэр-Раритан, и Уильямсон пытался убедить Ассамблею построить его за счёт штата, но не достиг успеха. Только в 1830 году Ассамблея выдала разрешение на строительство и в 1834 году канал был завершён.
В 1820 году политики штата раскололись во мнении относительно принятого Миссурийского компромисса, ограничивающего распространение рабства. Один из сенаторов штата голосовал за компромисс, а второй против. Губернатор, хотя и был рабовладельцем, поддержал тех, кто был за ограничение рабства.
Во время президентских выборов 1824 года губернатор Уильямсон выступил с речью в поддержку кандидатуры Джона Куинси Адамса, и легислатура была в целом настроена против кандидатуры Джексона, но несмотря на это Джексон победил в Нью-Джерси. Джексонианцы в штате усиливались с каждым годом, и во время выборов 1828 года в штате победил Адамс, но в целом по стране побелил Джексон, что повлияло на губернаторские выборы в Нью-Джерси, где Уильямсон проиграл, а губернатором был избран Гарретт Уолл, но он отказался принять пост и губернатором стал другой джексонианец, Питер Врум.
В целом в Нью-Джерси, как и в других штатах, эра доброго согласия стала периодом политической неопределённости, когда партия федералистов утратила влияние, и стали формироваться новые политические альянсы. Новые партии формировались в основном по принципу одобрения или неодобрения политики Эндрю Джексона. Так Нью-Джерси постепенно перешёл ко Второй партийной системе.

### Период Джексоновской демократии
Губернатор Врум, так же бывший федералист, перешедший к джексонианцам, занимал пост губернатора шесть лет, с 1829 по 1832 и с 1833 по 1836. Он старался расширить возможности исполнительной власти за счёт налаживания отношений с легислатурой, и ради этого возобновил практику обращений к Ассамблее. Это позволило ему осуществить много реформ, особенно в сфере тюремной системы и в военной области. Ему удалось построить новую тюрьму и отменить тюремное заключение для должников. В 1829 году ему удалось принять закон о школьной реформе, который улучшил финансирование школ и стал первым шагом на пути создания состемы государственных школ. В том же 1829 году по инициативе Врума была учреждена компания для строительства канала Делавэр-Раритан, и железнодородная кампания для строительства дороги Кэмден-Эмбой. Для более эффективного финансирования обе компании были объединены в Объединённую компанию, и им гарантовали монополию в области перевозок между Нью-Йорком и Филадельфией. К 1834 году эта кампания стала порождать политические проблемы, и Врум решил выкупить компанию и перевести её в собственность штата, но президент компании выдвинул неприемлемые условия, сделка не состоялась, и компания осталась источником проблем.

### Статьи
- Maxine N. Lurie. New Jersey: The Unique Proprietary (англ.) // The Pennsylvania Magazine of History and Biography. — University of Pennsylvania Press, 1987. — Vol. 111, iss. 1. — P. 77—97.
- Purvis, Thomas L. Origins and Patterns of Agrarian Unrest in New Jersey, 1735 to 1754 (англ.) // The William and Mary Quarterly. — Omohundro Institute of Early American History and Culture, 1982. — Vol. 39, iss. 4. — P. 600—627. — doi:10.2307/1919005.